# Kłaki
Kłaki – wieś sołecka w Polsce, położona w województwie mazowieckim, w powiecie płockim, w gminie Drobin.
| SIMC    | Nazwa       | Rodzaj    |
| ------- | ----------- | --------- |
| 0563281 | Witosławice | część wsi |

W latach 1975–1998 miejscowość administracyjnie należała do województwa płockiego.